# Noces de plumes
 (juillet 2025).
Pour plus de détails, voir Fiche technique et Distribution.
Noces de plumes est un court métrage belge de Patrick Ledoux en noir et blanc explorant le thème du conte fantastique, d’après une nouvelle d'Eric Uytborck, tourné en 1968.

## Synopsis
Monsieur Romain Caramalli est un homme d’affaires très occupé : ses heures sont précieuses et son temps chronométré. Il traite toutes ses affaires par téléphone, ce qui lui donne une impression d’efficacité et de célérité. Pas le temps chez lui pour la moindre dérogation à la routine quotidienne et surtout pas pour le rêve.

## Fiche technique
- Titre : Noces de plumes
- Réalisation : Patrick Ledoux
- Scénario : d'après une nouvelle d'Eric Uytborck
- Pays :  Belgique
- Genre : Fantastique
- Durée : 28 minutes
- Dates de sortie : 
  -  Belgique : 1968